# Tepna

Latinský popis artérie

Tepny (artérie) jsou cévy, které vedou krev směrem od srdce. Vnitřní povrch je vystlán jednovrstevným epitelem. Vnější vrstvu tvoří silná a pružná vazivová tkáň, která dále obsahuje vlákna hladké svaloviny.
Největší vnitřní průměr (asi 25 mm) má srdečnice (aorta). Větvením klesá průměr tepen až na 1 mm. Větvením těchto tepen vznikají tepénky (arterioly) jejichž vnitřní průměr je asi 20 μm. Tepny vycházející přímo ze srdce mají velmi pružné stěny. To jim umožňuje pojmout množství krve vypuzené při stahu (systole) srdečních komor. Pružné stěny pak tuto vlnu posouvají dále, v srdečnici rychlostí asi 30 cm/s.
Svalovina v tenkých tepnách a tepénkách reguluje stažením (vazokonstrikce) nebo rozšířením (vazodilatace) průsvitu cévy průtok krve orgány dle potřeby organismu. Je inervována vegetativními nervy. Ve stěnách srdečnice a krkavice se nacházejí baroreceptory - receptory, které registrují napětí jejich stěn. Překročení určité hranice vede k podráždění cévohybného (vazomotorického, kardiovaskulárního) centra v prodloužené míše, které způsobí reflexivní pokles krevního tlaku utlumením srdeční činnosti a snížením napětí hladké svaloviny tepének.

## Tepny v lidském těle
Následující seznam obsahuje největší tepny lidského těla a naznačuje jejich větvení.
- Aorta vede okysličenou krev z levé komory srdce do těla
  - Věnčitá tepna pravá a levá vyživuje srdce
  - Hlavopažní kmen se větví na pravou podklíčkovou tepnu a pravou krkavici
  - Krkavice pravá (odstupující z hlavopažního kmene) a levá zásobuje hlavu
  - Podklíčková tepna pravá (odstupující z hlavopažního kmene) a levá
    - Obratlová tepna (arteria vertebralis) zásobuje hlavu
    - Podpažní tepna (arteria axillaris) zásobuje horní končetinu
      - Pažní tepna (arteria brachialis) je pokračováním podpažní tepny
        - Vřetenní tepna (arteria radialis) běží po palcové straně předloktí
        - Loketní tepna (arteria ulnaris) běží po malíkové straně předloktí

  - Útrobní tepna (arteria coeliaca) zásobuje zejména žaludek, játra, slinivku a slezinu
    - Jaterní tepna

  - Horní okružní tepna (arteria mesenterica superior) zásobuje zejména střeva a slinivku
  - Ledvinná tepna pravá a levá zásobuje ledviny
  - Dolní okružní tepna (arteria mesenterica inferior) zásobuje tlusté střevo
  - Společná kyčelní tepna (společná pánevní tepna, arteria iliaca communis) pravá a levá
    - Vnitřní kyčelní tepna (vnitřní pánevní tepna, arteria iliaca interna, arteria hypogastrica) zásobuje pánevní orgány a konečník
    - Zevní kyčelní tepna (zevní pánevní tepna, arteria iliaca externa) zásobuje zejména dolní končetinu
      - Stehenní tepna (arteria femoralis) je pokračováním zevní kyčelní tepny
        - Hluboká stehenní tepna (arteria profunda femoris) zásobuje stehno
        - Zákolenní tepna (arteria poplitea) je pokračováním stehenní tepny
          - Přední holenní tepna (arteria tibialis anterior)
          - Zadní holenní tepna (arteria tibialis posterior)
            - Lýtková tepna (arteria fibularis, arteria peronaea)

- Plicnice vede neokysličenou krev z pravé komory srdce do plic
  - Plicní tepna pravá a levá